# Fanny Roos
Fanny Matilda Charlotte Roos, född 2 januari 1995 i Ljungby, Ryssby församling, Kronobergs län, är en svensk friidrottare (kulstötning). Hon vann mellan 2014 och 2022 samtliga SM-titlar i kulstötning. Hon tävlade fram till och med säsongen 2014 för Ljungby FIK men bytte sedan till Atleticum Växjö SK, för att 2020 byta klubb till Malmö AI.

## Karriär

### Junior
I maj 2013 satte Fanny Roos nytt svenskt juniorrekord i kula med en stöt på 15,57 m. Därmed slog hon det gamla rekordet på 15,55 m som Caroline Isgren innehaft sedan 1985. Roos blev sedan uttagen till junior-EM i Rieti, Italien i juli. I kvalomgången stötte hon 15,55 m, alltså nära sitt nya rekord. I finalen förbättrade hon först rekordet till 15,63 m, sedan tangerade hon detta resultat i nästa omgång varpå hon i fjärde omgången förbättrade sitt rekord ytterligare till 15,82 m, vilket gav en 5:e plats i tävlingen.

### Senior
Roos deltog vid inomhus-EM i Prag 2015 men slogs ut i kvalet. I juli 2015 var hon med vid U23-EM i Tallinn och kom där på en fjärdeplats i kula med 16,73 m. 2014 vann hon sitt första svenska seniormästerskap i kula. Hon vann sedan 10 mästerskap i rad till 2024 då hon blev besegrad av Axelina Johansson. Vid Europamästerskapen i Amsterdam i juli 2016 blev Roos utslagen i kvalet i kulstötning, med resultatet 16,11 m (16,86 m krävdes för finalplats). Fanny Roos blev uttagen till friidrotts-VM 2017 i London men slogs ut i kvalet i kulstötning med 17,31 m (17,79 m krävdes för finalplats).

### Nordiskt rekord och SM-guld  i diskus
Vid en tävling i La Jolla, Kalifornien, i april 2018 slog Fanny sitt eget svenska rekord men även det då 29 år gamla nordiska rekordet när hon stötte 18,68 m. Den 1 juni 2019 i Halle slog Fanny Roos än en gång sitt eget svenska rekord i kula med resultatet 18,88 m. Fanny Roos vann även SM i diskus i Karlstad den 31 augusti 2019 med personbästa 56,89 m. Vid friidrotts-VM i Doha i oktober 2019 misslyckade Roos att kvala in till finalen, det saknades 3 cm. I SM i friidrott 2020 tog hon guld och var ytterst nära sitt personliga rekord med en stöt på 18,59 m.

### Svenska rekord och första mästerskapsmedaljerna i EM
Roos slog svenskt och nordiskt rekord med en stöt på 19,29 m vid inomhus-EM i Toruń i Polen 2021. Resultatet gav en silvermedalj. I mars 2022 vid inomhus-VM i Belgrad slutade Roos på fjärde plats i kulstötningstävlingen med en stöt på 19,22 m. Den 6 augusti 2022 förbättrade Roos sitt svenska rekord i kula till 19,42 m vid en Diamond League-tävling i polska Chorzów. I mars 2023 tog Roos brons i kultävlingen vid europeiska inomhusmästerskapen i Istanbul med en stöt på 18,42 m. I augusti 2024 slutade Fanny Roos på en sjundeplats i kulfinalen vid Olympiska Spelen i Paris. Det följde hon upp med en fjärdeplats vid inomhus VM i friidrott i Nanjing i mars 2025. Fanny Roos stötte 19,66 m i sin utomhuspremiär i Xiamen och återtog därmed sitt svenska rekord.  Axelina Johanssons gamla rekord var 19.54 m.

## Utmärkelser
Fanny Roos belönades år 2017 med Stora grabbars och tjejers märke nummer 550.

## Privatliv
Fanny Roos är uppväxt i Ryssby. I januari 2023 meddelades att Roos är tillsammans med diskuskastaren Daniel Ståhl.

## Personliga rekord
| Utomhus - Längdhopp – 5,25 (Stockholm, Sverige 30 juli 2011) - Kula – 19,66 (Keqiao, Kina 3 maj 2025) 0NR0 - Diskus – 56,89 (Karlstad, Sverige 31 augusti 2019) - Slägga – 55,88 (Växjö, Sverige 8 september 2018) - Spjut – 43,60 (Växjö, Sverige 6 september 2016) - Spjut – 39,43 (Uppsala, Sverige 5 september 2018) | Inomhus - Längdhopp – 5,13 (Växjö, Sverige 22 januari 2012) - Kula – 19,29 (Toruń, Polen 5 mars 2021) 0NR0 - Diskus – 47,97 (Tammerfors, Finland 8 februari 2014) |

### Fotnoter
1. ↑  ”Tävlingsårsskiftesövergångar 15 november 2014”. friidrott.se. 20 oktober 2014. Arkiverad från originalet den 23 september 2018. https://web.archive.org/web/20180923163333/http://www.friidrott.se/forbundsinfo/overgangar/arsskifte1415.aspx. Läst 2 november 2017.
2. ↑  ”Stora SM 2013, dag 1”. trackandfield.se. Arkiverad från originalet den 3 september 2013. https://web.archive.org/web/20130903064016/http://www.trackandfield.se/resultat/2013/130829.htm. Läst 2 september 2013.
3. ↑  ”Stora SM 2014, dag 3” (htm). trackandfield.se. http://www.trackandfield.se/resultat/2014/140803.htm. Läst 21 oktober 2014.
4. ↑  ”Stora SM 2015, dag 1”. trackandfield.se. http://www.trackandfield.se/resultat/2015/150807.htm. Läst 31 oktober 2015.
5. ↑  ”Stora SM 2015, dag 3”. trackandfield.se. http://www.trackandfield.se/resultat/2015/150809.htm. Läst 31 oktober 2015.
6. 1 2  ”Stora SM 2016”. Arkiverad från originalet den 23 augusti 2017. https://web.archive.org/web/20170823210252/http://212.247.216.72/friidrott/sm16/Resultat.php. Läst 1 november 2016.
7. 1 2  ”Stora SM 2017”. http://www.trackandfield.se/resultat/2017/170825_27.htm. Läst 1 oktober 2017.
8. 1 2  ”Stora SM 2018”. http://www.trackandfield.se/resultat/2018/180824.htm. Läst 5 september 2018.
9. 1 2  ”Friidrotts-SM 2019 Karlstad”. Arkiverad från originalet den 2 september 2019. https://web.archive.org/web/20190902083413/http://212.247.216.72/friidrott/sm19/result_t.php. Läst 17 september 2019.
10. 1 2 3  ”Resultat: Friidrotts-SM, Uppsala 14‐16.8.20”. friidrottsstatistik.se. https://www.friidrottsstatistik.se/resultsswe.php?CID=12968582&Season=2020. Läst 1 september 2020.
11. 1 2  ”Friidrotts-SM, Borås 27-29.8.21”. friidrottsstatistik.se. https://www.friidrottsstatistik.se/resultsswe.php?CID=12994166&Season=2021. Läst 29 augusti 2021.
12. ↑  ”Resultat: Friidrotts-SM, Norrköping 5‐7.8.22”. friidrottsstatistik.se. https://www.friidrottsstatistik.se/resultsswe.php?CID=13019519&Season=2022. Läst 7 augusti 2022.
13. ↑  ”Resultat: Friidrotts-SM, Söderhamn 28‐30.7.23”. friidrottsstatistik.se. https://www.friidrottsstatistik.se/resultsswe.php?CID=13045848&Season=2023. Läst 7 september 2023.
14. ↑  ”Resultat: Friidrotts-SM, Uddevalla 28‐30.6.24”. friidrottsstatistik.se. https://www.friidrottsstatistik.se/resultsswe.php?CID=13077169&Season=2024. Läst 29 juni 2024.
15. ↑  ”Resultat: Friidrotts-SM, Karlstad 31.7‐3.8.25”. friidrottsstatistik.se. https://www.friidrottsstatistik.se/resultsswe.php?CID=13110713&Season=2025. Läst 1 augusti 2025.
16. ↑  ”Stora inne-SM 2013, resultat”. trackandfield.se. http://www.trackandfield.se/Resultat/2013/130215.htm. Läst 18 februari 2013.
17. ↑  ”Stora inne-SM 2014 dag 2, resultat”. trackandfield.se. http://www.trackandfield.se/resultat/2014/140223.htm. Läst 29 januari 2015.
18. ↑  ”Stora inne-SM 2015, resultat”. archive.is. Arkiverad från originalet den 22 februari 2015. https://archive.is/20150222161525/http://livetiming.se/track/ism15/. Läst 29 mars 2015.
19. ↑  ”Stora inne-SM 2016, resultat”. livetiming.se. Arkiverad från originalet den 24 juni 2016. https://web.archive.org/web/20160624013514/http://livetiming.se/track/ism16/. Läst 26 maj 2016.
20. ↑  ”ISM i friidrott - Växjö 25-26 februari 2017”. telekonsultarena.se. Arkiverad från originalet den 3 september 2017. https://web.archive.org/web/20170903123052/http://telekonsultarena.se/resultat/ISM17/Resultat.php. Läst 7 mars 2017.
21. ↑  ”ISM 2018 2018-02-27”. primawebb.se. Arkiverad från originalet den 28 februari 2018. https://web.archive.org/web/20180228042650/http://primawebb.se/giffri/ism2018/Results_Total.html. Läst 27 februari 2018.
22. ↑  ”Inomhus-SM 2019”. liveresults.se. https://liveresults.se/competition/inomhus-sm-2019?tab=results. Läst 17 februari 2019.
23. ↑  ”ISM 2020 Växjö 22-23 februari”. telekonsultarena.se. https://telekonsultarena.se/resultat/ISM20/Resultat.php. Läst 29 februari 2020.
24. ↑  ”Resultat: Inomhus-SM, Malmö/A 19‐21.2.21 Inne”. friidrottsstatistik.se. https://www.friidrottsstatistik.se/resultsswe.php?CID=12976657&Season=2021. Läst 23 juli 2021.
25. ↑  ”Resultat: ISM, Växjö 25‐27.2.22 Inne”. friidrottsstatistik.se. https://www.friidrottsstatistik.se/resultsswe.php?CID=13003615&Season=2022. Läst 27 mars 2022.
26. ↑  ”Resultat: ISM, Malmö/A 17‐19.2.23 Inne”. friidrottsstatistik.se. https://www.friidrottsstatistik.se/resultsswe.php?CID=13028716&Season=2023. Läst 20 februari 2023.
27. ↑  ”Resultat: ISM, Karlstad 16‐18.2.24 Inne”. friidrottsstatistik.se. https://www.friidrottsstatistik.se/resultsswe.php?CID=13055642&Season=2024. Läst 29 juni 2024.
28. ↑  ”Resultat: ISM, Växjö 21‐23.2.25 Inne”. friidrottsstatistik.se. https://www.friidrottsstatistik.se/resultsswe.php?CID=13089546&Season=2025. Läst 25 februari 2025.
29. ↑  Sveriges befolkning
2000:
Roos, Fanny Matilda Charlotte
(1995-01-02)
Försäkringskassan, uttag avseende 20001231 (2014)
30. ↑  ”Juniorrekord av Fanny”. friidrott.se. 29 maj 2013. Arkiverad från originalet den 7 november 2017. https://web.archive.org/web/20171107023856/http://www.friidrott.se/nyheter.aspx?id=15181. Läst 4 november 2017.
31. ↑  ”JEM19: Fanny & Lina till final”. friidrott.se. 20 juli 2013. Arkiverad från originalet den 7 november 2017. https://web.archive.org/web/20171107025301/http://www.friidrott.se/nyheter.aspx?id=15477. Läst 4 november 2017.
32. ↑  ”JEM19: Fanny 3 x rekord”. friidrott.se. 20 juli 2013. Arkiverad från originalet den 27 augusti 2017. https://web.archive.org/web/20170827134603/http://www.friidrott.se/nyheter.aspx?id=15482. Läst 4 november 2017.
33. ↑  ”European Athletics U20 Championships - Rieti 2013” (på engelska). european-athletics.org. http://www.european-athletics.org/competitions/european-athletics-u20-championships/history/year=2013/results/index.html. Läst 4 november 2017.
34. ↑  ”European Athletics Indoor Championships - Prague 2015” (på engelska). european-athletics.org. http://www.european-athletics.org/competitions/european-athletics-indoor-championships/history/year=2015/results/index.html. Läst 23 augusti 2017.
35. ↑  ”European Athletics U23 Championships - Tallinn 2015”. european-athletics.org. http://www.european-athletics.org/competitions/european-athletics-u23-championships/history/year=2015/results/index.html. Läst 16 oktober 2017.
36. ↑  ”European Athletics Championships - Amsterdam 2016” (på engelska). european-athletics.org. http://www.european-athletics.org/competitions/european-athletics-championships/history/year=2016/results/. Läst 29 december 2016.
37. ↑  ”Shot Put Women IAAF World Championships London 2017 (Olympic Stadium), Great Britain & N.I. 04 Aug 2017 - 13 Aug 2017” (på engelska). iaaf.org. https://www.iaaf.org/results/iaaf-world-championships-in-athletics/2017/iaaf-world-championships-london-2017-5151/women/shot-put/qualification/result. Läst 9 april 2019.
38. ↑  Hedman, Jonas; Thor, Hillevi (8 augusti 2017). ”Fanny 49 cm från VM-final”. friidrott.se. Arkiverad från originalet den 27 oktober 2023. https://web.archive.org/web/20231027081713/https://arkiv.friidrott.se/nyheter.aspx?id=21275. Läst 8 april 2019.
39. ↑  ”Nordiskt rekord av kulstötaren Roos”. Aftonbladet. 15 april 2018. https://www.aftonbladet.se/sportbladet/a/a2Bpgd/nordiskt-rekord-av-kulstotaren-roos. Läst 15 april 2018.
40. ↑  ”Nytt svenskt rekord av Fanny Roos”. Aftonbladet. 1 juni 2019. https://www.aftonbladet.se/sportbladet/a/kJK3GL/nytt-svenskt-rekord-av-fanny-roos. Läst 31 augusti 2019.
41. ↑  ”Shot Put Women IAAF World Championships Doha 2019, Quatar 27 Sep 2019 - 06 Oct 2019” (på engelska). iaaf.org. https://www.iaaf.org/results/iaaf-world-championships-in-athletics/2019/iaaf-world-athletics-championships-doha-2019-6033/women/shot-put/qualification/result. Läst 25 oktober 2019.
42. ↑  Orbring, Gustav (2 oktober 2019). ”Fanny Roos tre centimeter från final”. friidrott.se. Arkiverad från originalet den 15 november 2019. https://web.archive.org/web/20191115092343/http://www.friidrott.se/nyheter.aspx?id=23933. Läst 25 oktober 2019.
43. ↑  ”Fanny Roos satte svenskt rekord – tog EM-silver”. svt.se. 5 mars 2021. https://www.svt.se/sport/friidrott/fanny-roos-satte-nytt-svenskt-rekord-1. Läst 6 mars 2021.
44. ↑  ”Fanny Roos missade pallen – blev fyra i VM-finalen”. svt.se. 18 mars 2022. https://www.svt.se/sport/friidrott/fanny-roos-missade-pallen-blev-fyra. Läst 19 mars 2022.
45. ↑  ”Svenskt rekord i kula av Fanny Roos vid Diamond League i Chorzów”. svt.se. 6 augusti 2022. https://www.svt.se/sport/friidrott/svenskt-rekord-i-kula-av-fanny-roos-vid-diamond-league-i-chorz-w. Läst 6 augusti 2022.
46. ↑  ”Fanny Roos slog till i sista stöten – tog EM-brons efter drama”. svt.se. 3 mars 2023. https://www.svt.se/sport/friidrott/fanny-roos-tar-em-brons-efter-drama. Läst 4 mars 2023.
47. ↑  ”Fanny Roos sjua i OS-finalen: ”Man vill alltid stöta längre” - Friidrottsförbundet”. www.friidrott.se. https://www.friidrott.se/tavling-landslag/nyhetsarkiv-tavling-landslag/fanny-roos-sjua-i-os-finalen-man-vill-alltid-stota-langre/. Läst 4 juni 2025.
48. ↑  ”Fanny Roos fyra på inomhus-VM – "Jättenöjd!" - Friidrottsförbundet”. www.friidrott.se. https://www.friidrott.se/tavling-landslag/nyhetsarkiv-tavling-landslag/fanny-roos-fyra-pa-inomhus-vm-jattenojd/. Läst 4 juni 2025.
49. ↑  ”Stora grabbars märke”. friidrott.se. Arkiverad från originalet den 31 mars 2016. https://web.archive.org/web/20160331202525/http://www.friidrott.se/historik/storagrabbar.aspx. Läst 16 februari 2019.
50. ↑  ”Fanny klar för OS: ”Det största som finns””. https://ljungbynu.se. https://ljungbynu.se/sport/fanny-klar-for-os-det-storsta-som-finns/2290. Läst 4 juni 2025.
51. ↑  ”Daniel Ståhl och Fanny Roos visar upp kärleken: ”My lady from Småland””. www.expressen.se. https://www.expressen.se/sport/friidrott/daniel-stahl-och-fanny-roos-visar-upp-karleken/. Läst 28 januari 2023.
52. 1 2 3 4 5 6 7  ”Personsida hos IAAF” (på engelska). iaaf.org. https://www.iaaf.org/athletes/sweden/fanny-roos-264077. Läst 11 oktober 2019.
53. 1 2 3 4 5  ”Personsida på European Athletics' webbplats” (på engelska). european-athletics.org. http://www.european-athletics.org/athletes/group=r/athlete=125538-roos-fanny/index.html. Läst 11 oktober 2019.